# Myosotis discolor
Myosotis discolor (nomeolvides) es una planta herbácea de la familia de las boragináceas.

## Caracteres
Se distingue por sus flores primero amarillas o color crema, que pasan a rosa, violeta o azul. Anual de tallos delgados a menudo ramosos desde la base, de hasta 30 cm. Hojas lanceoladas a estrechas-obovadas, las inferiores romas, las superiores agudas. Flores aproximadamente de 2 mm de diámetro, acetabuladas; tubo corolino azul a violeta. Núculas marrón oscuro, con amplio borde. Florece en primavera.

## Hábitat
Brezales, campos arenosos, orillas secas.

## Distribución
Toda Europa, excepto Finlandia Albania y Bulgaria.

## Taxonomía
Myosotis discolor fue descrito por Pers. ex Murray y publicado en Systema Vegetabilium. Editio decima quinta 190. 1797[1798].
Etimología
Myosotis: nombre genérico que deriva del griego: mys, myos, que significa "ratoncillo" y otos, que significa "oreja", aludiendo a la forma de la hoja en algunas de las especies del género.
discolor: epíteto latíno que significa "con dos colores"